# Vortex (boek)
Vortex is een techno-thriller van de auteurs Larry Bond en Patrick Larkin.

## Het verhaal
In een hypothetische jaren 1990 tijdens het apartheidsbewind in Zuid-Afrika, wordt een hervormingsgezinde president en zijn kabinet gedood als de presidentiële trein door een ANC-guerillateam wordt vernietigd. Conservatieve elementen binnen de regering, onder aanvoering van de minister van Binnenlandse Veiligheid Karl Vorster, hadden vooraf kennisgenomen van de geplande aanval en lieten haar niet alleen doorgang vinden maar stelden tevens alles in het werk om te voorkomen dat het ANC de missie zou afbreken.
Vorster wordt de nieuwe president van Zuid-Afrika en roept de noodtoestand uit. Hij geeft het leger de opdracht tot de invasie van het recent onafhankelijk geworden Namibië. Cubaanse strijdkrachten, gelegerd in de door communisten gecontroleerde buurlanden Angola en Mozambique trekken Namibië in en voorkomen dat de Zuid-Afrikanen het land omverlopen.
De Cubaanse regeringsleiding plant vervolgens de invasie van Zuid-Afrika vanuit Angola en Mozambique en krijgt hierbij logistieke ondersteuning van de Sovjet-Unie.
Stijgende prijzen van edelmetalen zorgen voor een groeivertraging van de wereldeconomie en wanneer beide zijden chemische en nucleaire wapens inzetten raken de Verenigde Staten en Groot-Brittannië bij het conflict betrokken. Zij zenden een gevechtseenheid om Zuid-Afrika in te nemen voordat de Cubanen dit doen. Deze strijdkrachten sluiten een verbond met anti-Vorster gezinde Zuid-Afrikanen die Kaapstad in handen hebben.

## Personages
Zuid-Afrikanen
- Karl Vorster – minister van Binnenlandse Veiligheid en de latere president van de Republiek Zuid-Afrika
- Commandant Henrik Kruger, SADF – Commanding officer van de 20e Cape Rifles Battalion
- Marius van der Heijden – plaatsvervangend minister voor Binnenlandse Veiligheid
- Emily van der Heijden – journalist en dochter van Marius van der Heijden
- Erik Muller – directeur Speciale Operaties in het directoraat van de Militaire Inlichtingendienst
- Matthew Sibena – chauffeur en politie-informant
- Brigadier Deneys Coetzee, SADF – senior officier verbonden aan het Zuid-Afrikaanse Ministerie van Defensie
- Generaal Adriaan de Wet, SADF – stafchef van de South African Defence Force
- Captain (later Major) Rolf Bekker, SADF – bevelvoerend officier van de Reactie Strijdkrachten van de 44e parachutistenbrigade
- Frederick Haymans – president van Zuid-Afrika

Amerikanen
- Ian Sherfield – tv-journalist gestationeerd in Zuid-Afrika
- Sam Knowles – cameraman van journalist Ian Sherfield
- Lieutenant Generaal Jerry Craig, USMC – opperbevelhebber van de geallieerde strijdkrachten in Zuid-Afrika
- Lieutenant Colonel Robert O'Connell, US Army – bevelvoerend officier van het 1e bataljon, 75th Ranger Regiment
- Edward Hurley – plaatsvervangend staatssecretaris van de Republiek Zuid-Afrika

Cubanen
- General Antonio Vega – opperbevelhebber van de Cubaanse strijdkrachten in Zuid-Afrika
- Colonel José Suárez – generaal Vega's stafchef